# Макс Фремерай
Макс Фремерай (на немски: Max Fremerey) е немски офицер, служил по време на Първата и Втората световна война.

## Биография

### Ранен живот и Първа световна война (1914 – 1918)
Макс Фремерай е роден на 5 май 1889 година в Кьолн, Германска империя. Постъпва в армията и през 1910 година е офицерски кадет. Участва в Първата световна война, където служи в различни пехотни и кавалерийски подразделения. Успява да се издигне до звание ритмайстер. След войната продължава военната си кариера в Райхсвера, където отново служи в пехотни и кавалерийски подразделения.

### Междувоенен период
На 1 април 1937 година е издигнат в звание оберст и до началото на Втората световна война командва пехотен полк.

### Втора световна война (1939 – 1945)
В началото на войната командва последователно 18-а стрелкова бригада, 29-а моторизирана пехотна дивизия, а на 1 октомври 1942 г. поема 155-а моторизирана дивизия. На 1 февруари 1943 г. получава назначение като командващ на крепостта Хановер, като запазва командването и дивизията. На 5 април 1943 г. поема 155-а танкова дивизия от резерва, а на 20 май 1943 г. 233-та танкова дивизия от резерва.

### Пленяване и смърт
Пленен е на 8 май 1945 година и е освободен две години по-късно. Умира на 20 септември 1968 година в Крюн, Германия.

## Военна декорация
| - Германски орден „Железен кръст“ (1914) – II (?) и I степен (?) - Германска „Значка за раняване“ (1914) – черна (?) - Германски орден „Кръст на честта“ (?) - Германски орден Железен кръст (1939, повторно) – II (?) и I степен (?) | - Германска „Танкова значка“ (?) – бронзова (?) - Германски медал „За зимна кампания на изтока 1941/42 г.“ (?) - Орден „Германски кръст“ (1941) – златен (19 декември 1941) - Рицарски кръст (28 юли 1942) |